# عمر إسبارزا
عمر أسبارازا موراليس (بالإسبانية: Omar Esparza)‏ (21 مايو 1988 بغوادالاخارا في المكسيك - ) هو لاعب كرة قدم مكسيكي في مركز الدفاع. شارك مع منتخب المكسيك تحت 17 سنة لكرة القدم ومنتخب المكسيك تحت 20 سنة لكرة القدم ومنتخب المكسيك لكرة القدم. أما مع النوادي، فقد لعب مع نادي باتشوكا ونادي سان لويس ونادي غوادالاخارا.

## وصلات خارجية
- عمر إسبارزا على موقع الاتحاد الدولي (مؤرشف)  (الإنجليزية)
- عمر إسبارزا على موقع قاعدة بيانات كرة القدم.إي يو (الإنجليزية)
- عمر إسبارزا على موقع ناشيونال فوتبول تيمز (الإنجليزية)
- عمر إسبارزا على موقع AS.com (الإسبانية)